# Pachyramphus albogriseus
Pachyramphus albogriseus е вид птица от семейство Tityridae.

## Разпространение
Видът е разпространен във Венецуела, Гватемала, Еквадор, Колумбия, Коста Рика, Никарагуа, Панама и Перу.